# Szimán Oszkár
Szimán Oszkár (Budapest, 1923. – Budapest, 1996. augusztus 6.) magyar vegyészmérnök, fizikus, csillagász, a Magyar Tudományos Akadémia Központi Kémiai Kutatóintézetének főmunkatársa.

## Életpályája
A Pázmány Péter Tudományegyetem fizika-kémia szakán végzett, de csillagászati tárgyakat is hallgatott. 1946–1949 között a Magyar Csillagászati Egyesület tagja volt.

### Munkássága
Szakterülete az optika, a tudományos fényképezés és a fotótechnika kémiája volt. A Forte Gyárban majd a Magyar Filmlaboratóriumban dolgozott. Többek között szerves reakció-mechanizmusok vizsgálatával, szenzitometriával és a polarizáció vizsgálatával foglalkozott. A fotográfia előadója volt az Iparművészeti Főiskolán. Sok szak- és ismeretterjesztő cikke jelent meg. Több csillagászati vonatkozású előadást tartott az Uránia csillagvizsgálóban.

## Művei
- A Lick csillagda 3 méteres reflektora. = Természet és Társadalom 1955/7.
- Fényképezés a csillagászatban. = Csillagászati Évkönyv 1957.
- A napállandó mérése…. = Fizikai Szemle 1959/5. sz.
- A csillagok belső felépítése. = Csillagászati Évkönyv 1959.
- A csillagok energiatermelése. = Csillagászati Évkönyv 1960.
- Fotó Lexikon (Szerkesztette, Budapest, 1963)
- Molekulák a világűrben. = Föld és Ég 1972/3.

## Díjai
- JATE-emlékérem
- Bródy Imre-díj (1953)
- Petzval József-emlékérem (1985)